# Prangos pachypoda
Prangos pachypoda är en flockblommig växtart som beskrevs av Jevgenij Korovin. Prangos pachypoda ingår i släktet Prangos och familjen flockblommiga växter. Inga underarter finns listade i Catalogue of Life.